# Frans Vinck
Pour les articles homonymes, voir Vinck.
Frans Vinck, né à Anvers le 14 septembre 1827 et mort à Berchem le 17 octobre 1903, est un peintre belge connu pour ses peintures d'histoire, ses scènes de genre, ses sujets orientalistes et ses portraits. 
Au cours de sa longue carrière qui couvre toute la seconde moitié du XIXe siècle, Frans Vinck voyage dans de nombreux pays européens et séjourne longuement au Moyen-Orient. Ce dernier périple influence ponctuellement son art qui connaît une phase orientaliste. 
Cependant, la majeure partie de son œuvre, largement influencée par Henri Leys, marque un tropisme pour la peinture d'histoire et les scènes de genre qu'il traite de manière archéologique. Frans Vinck aborde également la peinture religieuse qui lui vaut des commandes afin d'orner différents édifices religieux à Anvers et sa région, de même qu'en France. Il laisse également plusieurs portraits de ses contemporains.

## Biographie

### Famille
Frans (Gaspard François Hubert) Vinck, né à Anvers le 14 septembre 1827, est le fils de François Vinck (1795), comptable chez le distillateur de gin de la ville Louis Meeus, et de Maria Dymphna Van Bladel (1801-1876). 
Frans Vinck épouse à Bruges, le 10 mars 1859 Valérie Kevers, (née à Bruges le 11 février 1839, dont il a plusieurs enfants, parmi lesquels : Georges Vinck, artiste peintre qui se spécialise dans la peinture de bijoux (1860), Sophie (1863), Guillaume (1865), ingénieur, Valérie (1867-1903) et Édouard (1871), dessinateur. Il a également un frère, Joseph Vinck, artiste musicien (né en 1824).

### Formation
Enfant, Frans Vinck suit des cours de dessin auprès du peintre Karel Schippers, le fiancé d'une cousine. Ses parents souhaitaient qu'il étudie le violon au Conservatoire royal de Bruxelles, mais, selon ses vœux, en 1842, il s'inscrit à l'Académie royale des beaux-arts d'Anvers. Ses professeurs à l'académie sont Edouard Dujardin, enseignant les principes de figures et Joseph Laurent Dyckmans, titulaire du cours de peinture et de perspective.

### Carrière
En 1846, Frans Vinck expose au Salon d'Anvers Le Braconnier au repos et un Portrait d'homme. À l'issue du Salon d'Anvers de 1849, où Frans Vinck a exposé son Joseph chez Putiphar. Le tableau rencontrant le succès est ensuite exposé en 1876 à Philadelphie aux États-Unis, puis il disparaît. L'artiste perd dès lors la somme qu'un acheteur avait déjà proposée pour l'œuvre.

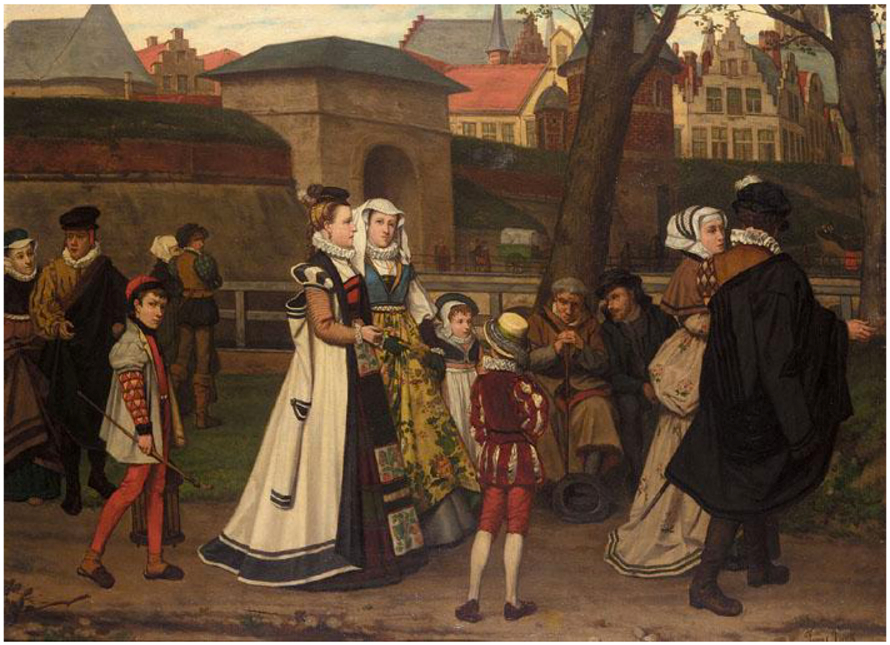
Scène de rue médiévale.

Frans Vinck se rend ensuite avec un collègue peintre à Paris où il copie des maîtres anciens au Louvre. Après son retour à Anvers en 1852, il tente de participer au Prix de Rome belge. Il réussit à se classer parmi les candidats autorisés à concourir, mais c'est Ferdinand Pauwels qui remporte le premier prix et la bourse permettant de parfaire sa formation en Europe. L'employeur de son père propose généreusement de financer Frans Vinck afin qu'il puisse accompagner Ferdinand Pauwels en Italie. Après son départ pour Rome, il s'attarde à Paris où il rencontre Gustave Wappers, le principal peintre romantique belge, alors installé depuis peu dans la capitale française.
Après neuf mois à Paris, Frans Vinck se rend finalement à Rome. Il y peint une composition intitulée Les Conséquences des sept péchés capitaux de l'humanité. Après l'avoir envoyée à Anvers, l'œuvre connaît le succès et le gouvernement belge accorde une bourse à l'artiste. Concomitamment à sa carrière de peintre, Frans Vinck est également un musicien amateur de mérite. Il est sous-directeur, jusqu'en novembre 1853 de la Société royale l'Écho de l'Escaut créée à Anvers en 1844 par le compositeur Alphonse Lemaire. En 1852, Frans Vinck tient le rôle principal dans l'opéra Joseph en Égypte, d'Étienne Nicolas Méhul.
En 1856, lorsque Frans Vinck est de retour à Anvers, le peintre Florent Mols (1811-1896) l'invite à l'accompagner lors d'un voyage au Moyen-Orient. Frans Vinck accepte commence son périple en novembre 1857. Les deux peintres passent un an à voyager en Égypte et en Palestine. Après son mariage avec Valérie Kevers en 1859, Frans Vinck s'établit à Bruxelles, successivement dans différentes communes de l'agglomération (Saint-Josse-ten-Noode et Schaerbeek), où il demeure jusqu'en 1866, tout en effectuant quelques séjours avec sa famille en France, et notamment dans la Somme en 1863. N'ayant pas réussi à obtenir le succès dans la capitale belge, il retourne dans sa ville natale. C'est là qu'il est inclus dans le petit cercle des étudiants et assistants d'Henri Leys, à l'époque peintre romantique belge qui jouit d'une renommée internationale. Sous l'influence d'Henri Leys, il commence à se concentrer davantage sur les peintures historiques plutôt que sur les peintures religieuses. 

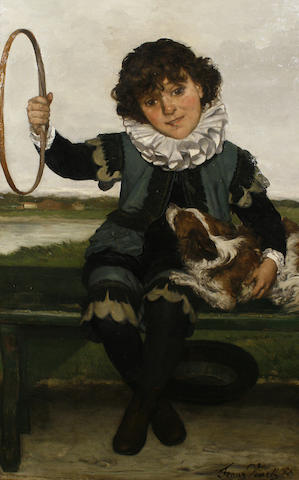
Portrait d'un garçon avec un King Charles Spaniel et un cerceau.

En 1873, Frans Vinck est professeur de figures et de proportions à l'Académie de Termonde, où, Franz Courtens est l'un de ses élèves. Puis Frans Vinck devient professeur à l'Académie royale des beaux-arts d'Anvers, où il enseigne le dessin de figure d'après l'antique. Lorsque Vincent van Gogh s'inscrit à l'Académie d'Anvers en janvier 1886, il est en désaccord avec plusieurs de ses professeurs, dont Frans Vinck, dans l'atelier duquel il suit des cours du soir de peinture d'après modèle nu, et quitte l'institution anversoise quelques semaines plus tard. 
À Anvers, Vinck obtient de nombreuses commandes officielles comme celle de la décoration de la salle de réunion de l'Hôtel de ville d'Anvers. Il peint également les sept des douze stations du Chemin de croix ornant la Cathédrale Notre-Dame d'Anvers (1866-1867), Louis Hendrix, réalisant les cinq autres. Des commandes de l'étranger lui sont adressées, notamment pour d'autres stations du chemin de croix pour l'église Saint-Nicolas de Boulogne-sur-Mer en France et pour St Cuthbert's, Earls Court à Londres. L'artiste remporte des prix lors d'expositions à Dunkerque (1852), Bruxelles (1869), Vienne (1873), Londres (diplôme d'honneur en 1873), Lyon (unique médaille en 1874) et Philadelphie (1876).
Frans Vinck meurt, à l'âge de 76 ans, le 17 octobre 1903 à son domicile de Berchem.

## Œuvre

### Caractéristiques

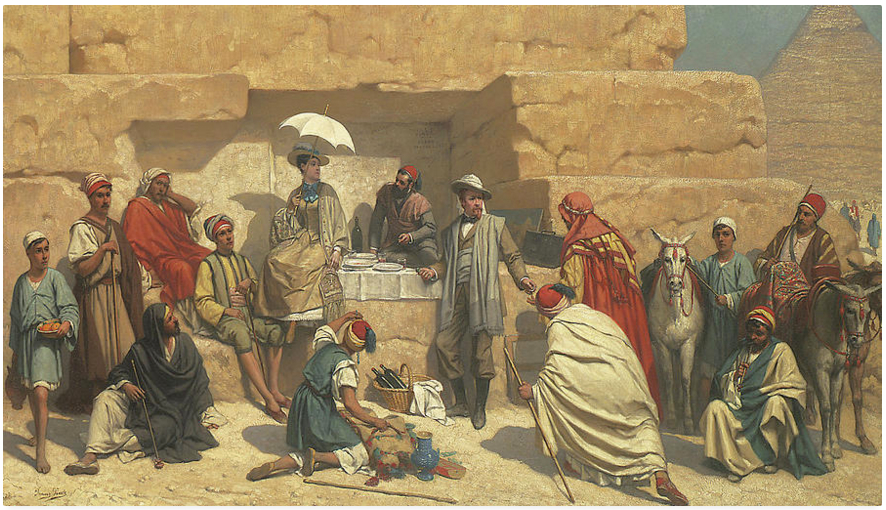
Déjeuner au pied des pyramides, Gizeh.

Frans Vinck est principalement connu pour ses peintures religieuses et historiques. Il est aussi ponctuellement attiré par l'orientalisme alors populaire et crée un certain nombre de peintures inspirées de ses voyages au Moyen-Orient. 
En tant que peintre de tableaux historiques, Frans Vinck s'est principalement inspiré d'Henri Leys, qui s'était fait un nom grâce à ses scènes historiques soigneusement peintes relatant les événements majeurs de l'histoire nationale de la Belgique, considérés comme une clé de l'identité nationale du pays. Frans Vinck réalise un certain nombre de tableaux historiques inspirés d'épisodes importants de l'histoire de la Belgique, comme Les Confédérés devant Marguerite de Parme, Charles le Bon faisant vendre le blé des accapareurs de Bruges, Les Trompettes de la paix : la pacification de Gand, La Joyeuse entrée de Guillaume le Taciturne à Anvers, Charles-Quint posant la première pierre de l'agrandissement de la cathédrale d'Anvers, Les Réformés bannis sortant d'Anvers, Lord Raleigh disposant son manteau devant la reine Elisabeth, et d'autres pages historiques. Sa palette est généralement plus claire que celle de Leys.

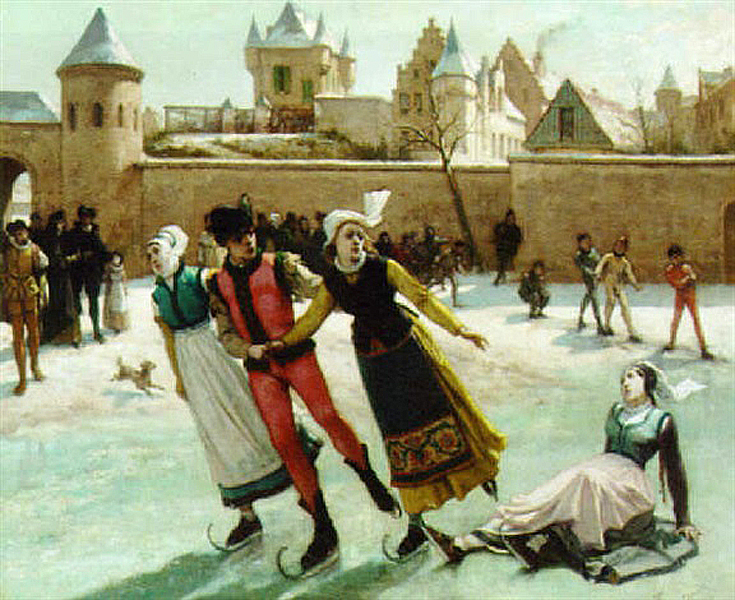
Les Patineurs.

Comme Henri Leys et son premier maître Joseph Laurent Dyckmans, Frans Vinck s'inspire également de la peinture de genre du XVIIe siècle. Certaines de ses scènes se déroulant dans le passé, comme Les Patineurs, ne représentent pas d'événements historiques importants, mais relèvent plutôt des scènes de genre. 
Frans Vinck réalise un certain nombre de tableaux orientalistes, clairement inspirés par sa visite au Moyen-Orient. Un exemple en est Le Déjeuner au pied des pyramides, Gizeh. En contraste frappant avec l'orientaliste français Charles-Théodore Frère pour qui la vision d'un Orient éternel, non affecté par les préoccupations occidentales modernes, était primordiale, Frans Vinck représente dans cette composition la rencontre entre l'Orient et l'Occident. Dans Le Déjeuner au pied des pyramides, Gizeh, Vinck met en scène les personnages principaux de manière presque théâtrale, capturant dans un clair-obscur prononcé la fascination et la réserve avec lesquelles l'Orient a commencé à rencontrer l'Occident à la fin du XIXe siècle, une époque où le tourisme est devenu une activité à la mode pour les classes moyennes européennes et nord-américaines.

### Réception critique
Au Salon de Bruxelles de 1869, Frans Vinck envoie trois œuvres. Le critique du Journal de Bruxelles écrit : 

« M. Vinck est le seul des pasticheurs de Leys qui montre des tendances réalistes. Le Loup devant la bergerie et Entre la paix et la guerre portent la trace des qualités et des défauts qui caractérisent cette manière de voir la nature. Dans ces deux toiles, l'expression des physionomies est naturelle et bien comprise. La Joyeuse entrée d'un roi de tir fait supposer chez M. Vinck une expérience comme compositeur et un goût dans l'arrangement qu'on hésiterait à lui reconnaître dans l'examen de ses autres toiles. »

Lors de la même exposition, L'Indépendance belge publie :  

« M. Vinck appartient à l'école archéologique. On ne le voit que trop dans La Joyeuse entrée d'un roi de tir. Il est possible que l'aspect matériel de l'ancienne ville d'Anvers, les costumes et certaines particularités des mœurs locales aient une interprétation exacte dans ce tableau ; mais c'est un petit mérite si les figures, au lieu de paraître vivantes, ont la rigidité du bois, si elles sont absolument privées d'expression, si le peintre n'a imaginé aucun de ces épisodes qui se passent naturellement dans la foule réunie pour une circonstance quelconque, et qui sont indispensables pour donner de l'intérêt à un tableau. Quel plaisir peut-on éprouver à voir défiler une collection de costumes ?. »

Lorsque Frans Vinck expose sa composition historique Charles le Bon faisant vendre le blé aux accapareurs de Bruges au Salon de Bruxelles de 1875, le critique Lucien Solvay écrit : 

« Cette grand page, aux dimensions épiques, est un empiètement moins libre, moins individuel que les tableaux des frères Devriendt, dans le domaine de Leys [dont] M. Vinck compte parmi les plus zélés successeurs, et, de bonne foi, il croit opérer après lui les résurrections merveilleuses faites parmi le célèbre peintre d'Anvers. Les imitateurs de Leys pêchent précisément par cela même qu'ils ne savent faire abnégation totale de leurs habitudes, de leur existence de chaque jour, et de l'esprit moderne qui les entoure. […] Voyez le Charles le Bon : il brille par une vivacité remarquable de coloris, par une science parfaite du dessin et de la composition dramatique ; les acteurs de la scène sont groupés avec beaucoup de tact, ce qui donne à l'ensemble un cachet fort harmonieux. Mais quelque chose ne satisfait point : ce mouvement, cette agitation toute moderne qui en est une des qualités, est balancé en même temps par une sorte de raideur étreignant les personnages et contrastant avec le semblant de vie qui les animé. Ce double courant se rencontre et produit un choc déplaisant […] Il y a pourtant de réelles beautés dans le Charles le Bon. »

### Expositions

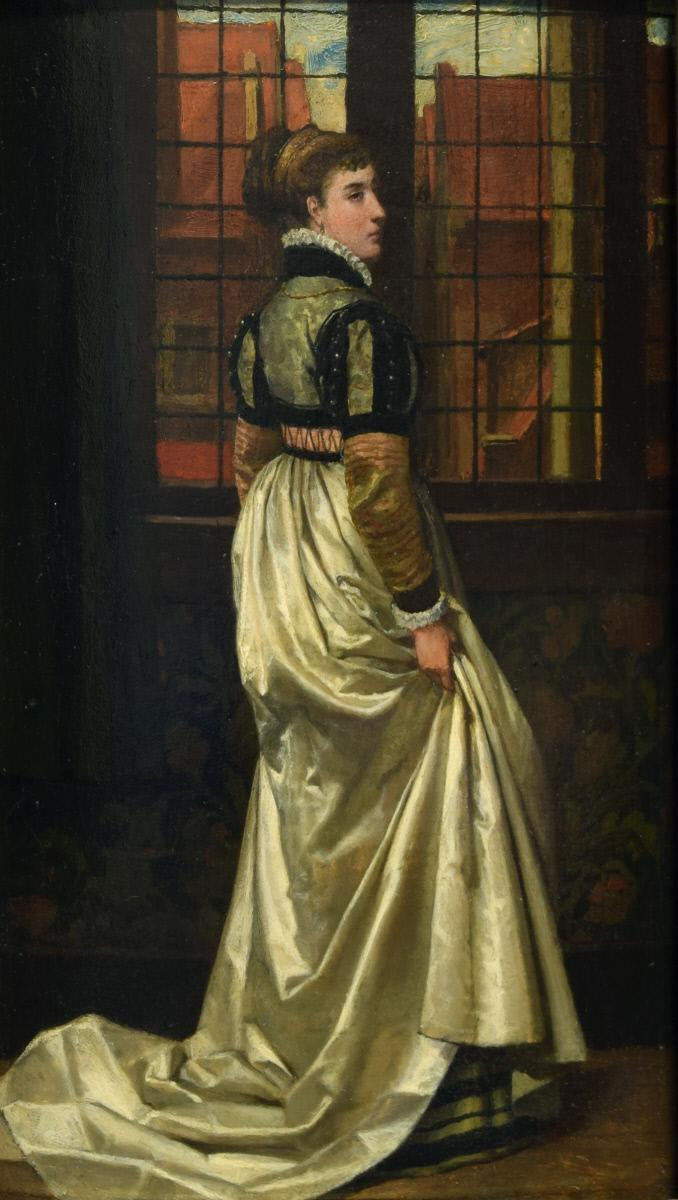
À la fenêtre, conservé au Reading Public Museum.

#### Expositions triennales belges
- Salon d'Anvers de 1846 : Le Braconnier au repos et Portrait d'homme[4].
- Salon d'Anvers de 1849 : Joseph chez Putiphar[5].
- Salon de Bruxelles de 1851 : Mort de Jean Goujon[15].
- Salon d'Anvers de 1858 : La Vallée des tombeaux des Califes au Caire, Tête d'étude et Portrait de Mme M.[16].
- Salon d'Anvers de 1861 : Place Azhar au Caire et La Danse de l'Almée[17].
- Salon de Bruxelles de 1863 : Pâtre calabrais, tête d'étude[18].
- Salon d'Anvers de 1864 : Le Portrait d'Henri IV et Portrait de Mme***[19].
- Salon de Bruxelles de 1866 : Le Cours sur la place de Meir, à Anvers au XVIIIe siècle[20].
- Salon d'Anvers de 1867 : Le Cours sur la place de Meir, à Anvers au XVIIIe siècle et Infraction à la consigne[21].
- Salon de Gand (XXVII) de 1868 : Entre la paix et la guerre[22].
- Salon de Bruxelles de 1869 : Entre la paix et la guerre, Le Loup devant la bergerie et La Joyeuse entrée d'un roi de tir qui obtient l'une des treize médailles d'or[23].
- Salon d'Anvers de 1870 : Sortie de l'église et Les Ménestrels au XVIe siècle[24].
- Salon de Gand (XXVIII) de 1871 : Sortie d'église, Une promenade, Par droit de conquête et Au revoir[25].
- Salon de Bruxelles de 1872 : Les Confédérés devant Marguerite de Parme et La Sortie du seigneur[26].
- Salon d'Anvers de 1873 : Les Confédérés devant Marguerite de Parme, Le Gueux, épisode de la Furie espagnole et Il dort…, il n'en saura rien[27].
- Salon de Gand de 1874 (XXIX) : Les Confédérés devant Marguerite de Parme, Ecce Babo et L'Éducation de Raton[28].
- Salon de Bruxelles de 1875 : L'Observatoire et Fantaisie[29].
- Salon d'Anvers de 1876 : Entrée de Guillaume le Taciturne à Anvers[30].
- Salon d'Anvers de 1879 : Charles-Quint posant la première pierre de l'agrandissement de la cathédrale d'Anvers en 1521, Portrait de mon fils et Projet de peintures murales pour l'église de Schilde[2].
- Salon de Gand (XXXI) de 1880 : Portrait du fils de l'artiste et Portrait du baron Gaston van der Werve et de Schilde (aquarelles)[31].
- Salon de Gand de 1883 (XXXII) : Ruth revenant du champ de Booz (aquarelles)[32].
- Salon de Bruxelles de 1884 : Guillaume le Taciturne assassiné par Balthazar Gérard[33].
- Salon de Bruxelles de 1887 : Lady Godiva[34].
- Salon d'Anvers de 1891 : La Résurrection de NS Jésus-Christ et Portrait du lieutenant-général B.[35].
- Salon de Gand (XXXV) de 1892 : Torquemada devant Ferdinand et Isabelle[36].
- Salon de Bruxelles de 1893 : Première rencontre entre Pétrarque et Laure et Portrait de M. le lieutenant-général Brassine, ministre de la guerre[37].
- Salon de Bruxelles de 1900 : La Joyeuse entrée d'Albert et Isabelle à Anvers[38].

#### Expositions européennes
- Salon de Dunkerque de 1852 : Un vieux défenseur de la patrie[9].
- Salon de Paris de 1869 : Entre la paix et la guerre (appartenant au roi des Belges) et La Joyeuse entrée d'un roi de tir[39].
- Salon de Paris de 1870 : La Sortie de l'église[40].
- Exposition universelle de 1873 à Vienne [9].
- Expositions internationales de Londres (diplôme d'honneur en 1873)[9].
- Salon de Paris de 1874 : Episode d’une insurrection espagnole, au XVIe siècle[41].
- Salon de Lyon (unique médaille en 1874)[9].
- Exposition universelle de 1876 à Philadelphie : Joseph chez Putiphar[9].

### Collections muséales
- Musée royal des Beaux-Arts d'Anvers, Les Confédérés devant Marguerite de Parme (1872), huile sur toile, format 113 × 160 cm, inventaire no 1179[42].
- Reading Public Museum, Pennsylvanie : À la fenêtre, huile sur bois, format 31,1 × 19,1 cm, inventaire no 1921.213.1, don de Mrs. William L. Savage[43].

## Honneur
- Chevalier de l'ordre de Léopold[1].